# Alexey Lyapunov
Alexey Andreevich Lyapunov (25 de setembro de 1911 — 1973) foi um matemático soviético.
Foi um pioneiro da ciência da computação.